# Marielle Nitoslawska
Marielle Nitoslawska est une réalisatrice et une directrice de la photographie québécoise née le 2 janvier 1953 à Montréal, au Canada. Elle a réalisé plusieurs films, vidéos et installations en plus d'assurer la direction de la photographie sur plus d'une cinquantaine de courts et longs métrages.
Active dans le domaine du cinéma depuis la fin des années 1970, elle est l'une des premières directrices de la photographie à œuvrer en fiction au Québec,.

## Biographie

### L'École de Lodz
Née à Montréal de parents polonais, Marielle Nitoslawska complète un baccalauréat en arts visuels et histoire de l'art à l'Université Concordia en 1976, où elle développe d'abord une pratique en peinture. Attirée par la mobilité et la nature collaborative de la production cinématographique, elle entame sa carrière en cinéma comme assistante-monteuse sur une série de films dédiés au cinéaste et fondateur de l'Office national du film, John Grierson. C'est d'ailleurs à l'ONF qu'elle découvre les rudiments du montage sur pellicule,,.
En 1977, elle passe les examens de la prestigieuse l'École nationale de cinéma de Łódź, en Pologne et est admise au sein du programme en direction de la photographie. Durant ses années de formation, elle côtoie de grandes figures du cinéma polonais, telles que Andrzej Wajda, qui y prodiguent leurs enseignements. Elle obtient son diplôme en 1984. Son passage au sein de cet environnement bouillonnant d'idées, indépendant de l'industrie, marquera le reste de sa trajectoire de cinéaste.
Nitoslawska demeure en Pologne pendant une dizaine d'années, au cours desquelles elle poursuit son travail cinématographique durant les grands bouleversements socioculturels qui conduiront à la chute du gouvernement communiste. Elle y tourne plusieurs films ethnographiques en 35 mm produits par le Studio des films éducatifs (Wytwórnia Filmów Oświatowych) et participe au courant alternatif dans les arts médiatiques de Łódź avec l'Atelier de la forme cinématographique (Warsztat Formy Filmowej (pl)), un groupe d'artistes d'avant-garde.

### Entre cinéma expérimental et cinéma du réel
De retour au Québec, elle entame sa carrière d'enseignement en réalisation et en direction de la photographie à l'École de cinéma Mel-Hoppenheim de l'Université Concordia en 1986. Entre la passation de savoir-faire et la réalisation de ses propres films, elle poursuit son travail comme directrice de la photographie sur plusieurs productions québécoises et canadiennes.
Initiée dès le début de son parcours au film ethnographique et marquée par l'École de Lodz, le cinéma d'avant-garde et la peinture, Marielle Nitoslawska se consacre à un cinéma documentaire expérimental (experimental non-fiction) qui mélange les codes formels du film expérimental et documentaire. La nature improvisée du film documentaire, qu’elle conçoit comme un processus de découverte et de dévoilement qui transforme la personne qui l’exécute, lui permet de maintenir un point de vue mobile, prêt à emprunter celui des autres. Dans une approche formelle proche de l'essai vidéo, ses compositions visuelles s'adaptent à chacun des sujets abordés; à la manière d'un miroir, ses films reflètent l'intériorité des artistes et des œuvres vers lesquels elle tourne sa caméra.
Ses œuvres ont été présentées dans le cadre d'expositions internationales et de projections au Musée des beaux-arts du Canada et au Musée national des beaux-arts du Québec, entre autres.

### Militantisme dans le champ cinématographique
Rare directrice photo à pratiquer au Québec et au Canada durant les décennies 1980 et 1990, Marielle Nitoslawska publie en 1995 un plaidoyer pour l'appropriation des processus techniques de fabrication des images par les femmes, leur permettant d'exprimer d'un langage visuel singulier. Selon la cinéaste, la maitrise technique et artistique de la direction de la photographie vont de pair avec la liberté créatrice : « Si, au contraire, la fonction de directeur photo est vue d'abord comme une activité créatrice, et la maîtrise technologique comme nécessaire à l'expression visuelle, alors l'absence de femmes fabricantes d'images pose la question plus globale de la liberté d'expression, et de l'accès à cette liberté. » En 2006, elle rédige un article dans la revue académique Nouvelles vues concernant les impacts de la législation sur le droit d'auteur sur les pratiques documentaires canadiennes.

## Travail artistique

### Filmer «à travers» les artistes[7]
Marielle Nitoslawska consacre une partie majeure de sa filmographie à la traduction du processus créatif à l'écran et réalise plusieurs portraits d'artistes. Pour son projet de fin d'étude à l'École de Łódź, elle co-réalise avec Andrzej Rozycki le court métrage documentaire Cinémusée de Szczepana Mucha (Filmowe Muzeum Pamieci Szczepana Muchy) (1984) sur le sculpteur naïf polonais Szczepan Mucha.
En 1987, elle renouvelle l'exercice avec Options : portrait d'un artiste dans l'Europe des oubliés, sur l'artiste et cinéaste polonais Józef Robakowski (pl). Tourné à Łódź en 1986, en plein tournant entre le régime communiste et le mouvement Solidarité, le film esquisse un portrait de cet artiste résistant qui s'est tenu pendant plus de trente ans face au régime. Le film a été présenté à Montréal, notamment dans le cadre de la Quinzaine de la vidéo à l'initiative de Vidéographe, qui en assure la distribution.
Au cours des années suivantes, elle réalise Sky Bones (1998), où elle plonge cette fois dans le processus créatif de l'artiste Domingo Cisneros. Métis de la nation Tepehuane, né au Mexique, Cisneros s'installe dans un coin reculé des Laurentides vers la fin des années 1960, où il participe à la renaissance de la culture autochtone au Québec. Derrière sa caméra, Nitoslawska s'imprègne de l'environnement forestier qui entoure l'artiste et traduit en image les thèmes de prédilection de l'artiste : la mort, le renouveau et la survie. Le film est nommé pour le prix du meilleur documentaire artistique au Festival international du film documentaire (Hot Docs).
Puis, en 2012, elle réalise un portrait intimiste de l'artiste multidisciplinaire américaine Carolee Schneemann avec le long métrage documentaire Breaking the Frame. Le film se place en continuité avec Bad Girl (2001) en explorant la façon dont Schneemann s'est intéressée aux représentations de la sexualité féminine à travers son œuvre,.

### Bad Girl, une incursion au cœur de la pornographie au féminin
Œuvre pionnière de sa filmographie, le long métrage Bad Girl enquête sur la place des femmes dans l'industrie du film pornographique. Basé sur une idée originale de Nathalie Collard et Pascale Navarro,, le film est produit par InformAction en collaboration avec TaxiBrousse, Canal+ et Télé-Québec. Il fait intervenir plusieurs figures issues de différents milieux ayant toutes en commun la production d'œuvres culturelles ayant été désignées comme « pornographiques », telles que les réalisatrices Annie Sprinkle, Coralie Trinh Thi, Candida Royale, Catherine Breillat, Jane Hamilton, Lisbeth Lynghoft, Nina Hartley et Virginie Despentes, ainsi que les autrices Benoîte Groulx et Luce Irigaray,,.

## Filmographie (sélection)

### En tant que réalisatrice
- 1979 : Memoire (court métrage)
- 1979 : Déjeuner sur l'herbe (court métrage)
- 1979 : His Day, Her Night (court métrage)
- 1984 : Numéro 8 (court métrage, avec Janusz Polom)
- 1984 : Cinémusée de Szczepana Mucha (court métrage, avec Andrzej Rozycki)
- 1987 : Options : portrait d'un artiste dans l'Europe des oubliés (moyen métrage)
- 1998 : Sky Bones (moyen métrage)
- 2001 : Bad Girl (long métrage)
- 2012 : Breaking the Frame (long métrage)

### En tant que directrice de la photographie
- 1980 : L'Anneau d'or au nez du cochon de Jan Kidawa-Blonski (court-métrage)
- 1981 : Polanski in Poland: Portrait of an Artist as a Young Man de Wiktor Grodecki (court-métrage)
- 1982 : Les Verrières de Lodz de Janusz Sijka (court-métrage)
- 1982 : Ombres, de Beverly Joan Marcus (court-métrage)
- 1983 : Rameaux de Pâques dans les montagnes Beskidy de Andrzej Rozycki (court-métrage)
- 1985 : Zonas de Chiapas de l'Institut mexicain d'anthropologie
- 1988 : D'un coup de pinceau de Monique Crouillère (court métrage)
- 1989 : Canal Zap Canal de Marie Décary (moyen métrage)
- 1990 : Le jour se lève de Mary Armstrong
- 1990 : After the Montreal Massacre de Gerry Rogers
- 1990 : Let's Rap! de Alison Burns (court métrage)
- 1991 : Germaine de Louise Carré (court métrage)
- 1991 : Interval de Sarah Butterfield (court métrage)
- 1993 : A Breath Short of Less (court métrage)
- 1992 : Making Babies de Gwynne Basen
- 1998 : Power Lines de Helen Hall

### Installations vidéo
- 2010 : Possible Movements

## Distinctions

### Nominations
- 1999 : Prix du meilleur documentaire artistique pour Sky Bones, Festival international du film documentaire (Hot Docs)